# 安歷士
安歷士電子有限公司 (除牌當時為0723.HK) ，是在1971年由郭漢清家族創立。主要生產家居電器產品，包括：電刀、攪拌器等。當時以「安歷士國際控股有限公司」在1991年上市，但由於長期虧損，加上行業惡性競爭。
故此變成當時晉盈控股，到現時永保林業控股取代上市。

## 外部連結
- 安歷士電子 （页面存档备份，存于）